# USS Rall (DE-304)
USS Rall (DE-304) là một tàu hộ tống khu trục lớp Evarts được Hải quân Hoa Kỳ chế tạo trong Chiến tranh Thế giới thứ hai. Nó là chiếc tàu chiến duy nhất của Hải quân Mỹ được đặt theo tên Trung úy Hải quân Richard Redner Rall (1909-1941), bác sĩ quân y phục vụ trên thiết giáp hạm Pennsylvania (BB-38) và đã tử trận trong vụ Tấn công Trân Châu Cảng vào ngày 7 tháng 12, 1941. Nó đã phục vụ cho đến khi chiến tranh kết thúc, xuất biên chế vào ngày 11 tháng 12, 1945 và xóa đăng bạ vào ngày 3 tháng 1, 1946. Con tàu bị bán để tháo dỡ vào ngày 18 tháng 3, 1947. Rall được tặng thưởng ba Ngôi sao Chiến trận do thành tích phục vụ trong Thế Chiến II.

## Thiết kế và chế tạo
Những chiếc thuộc lớp tàu khu trục Evarts có chiều dài chung 289 ft 5 in (88,21 m), mạn tàu rộng 35 ft 1 in (10,69 m) và độ sâu mớn nước khi đầy tải là 8 ft 3 in (2,51 m). Chúng có trọng lượng choán nước tiêu chuẩn 1.140 tấn Anh (1.160 t); và lên đến 1.430 tấn Anh (1.450 t) khi đầy tải. Hệ thống động lực bao gồm bốn động cơ diesel General Motors Kiểu 16-278A nối với bốn máy phát điện để vận hành hai trục chân vịt; công suất 6.000 hp (4.500 kW) cho phép đạt được tốc độ tối đa 21 kn (24 mph; 39 km/h), và có dự trữ hành trình 4.150 nmi (4.780 mi; 7.690 km) khi di chuyển ở vận tốc đường trường 12 kn (14 mph; 22 km/h).
Vũ khí trang bị bao gồm ba pháo 3 in (76 mm)/50 cal trên tháp pháo nòng đơn có thể đối hạm hoặc phòng không, một khẩu đội 1,1 inch/75 caliber bốn nòng và chín pháo phòng không Oerlikon 20 mm. Vũ khí chống ngầm bao gồm một dàn súng cối chống tàu ngầm Hedgehog Mk. 10 (có 24 nòng và mang theo 144 quả đạn); hai đường ray Mk. 9 và tám máy phóng K3 Mk. 6 để thả mìn sâu.
Rall được đặt lườn tại Xưởng hải quân Mare Island ở Vallejo, California vào ngày 24 tháng 5, 1943. Nó được hạ thủy vào ngày 23 tháng 9, 1943; được đỡ đầu bởi bà Richard Redner Rall, vợ góa Trung úy Rall, và nhập biên chế vào ngày 8 tháng 4, 1944 dưới quyền chỉ huy của Hạm trưởng, Thiếu tá Hải quân C. B. Taylor.

## Lịch sử hoạt động
Sau khi hoàn tất việc chạy thử máy và huấn luyện ngoài khơi bờ biển California vào tháng 4 và tháng 5, 1944, Rall khởi hành từ San Francisco, California vào ngày 9 tháng 6. Nó hộ tống chiếc tàu phụ trợ USS City of Dalhart (IX-156) đi sang khu vực quần đảo Hawaii, và đi đến Trân Châu Cảng vào ngày 18 tháng 6. Trong ba tháng tiếp theo sau, nó đảm nhiệm vai trò tàu huấn luyện và phục vụ cùng Bộ chỉ huy Huấn luyện Tàu ngầm Thái Bình Dương. Nó rời Trân Châu Cảng vào ngày 23 tháng 9, hộ tống cho đoàn tàu vận tải chuyển quân tham gia chiến dịch chiếm đóng đảo san hô Ulithi. Lực lượng Đặc nhiệm đi đến ngoài khơi Ulithi vào ngày 8 tháng 10, nơi con tàu trải qua suốt tháng đó làm nhiệm vụ tuần tra và hộ tống vận tải tại khu vực này và tại Palau.
Trong những tuần đầu tháng 11, Rall hộ tống bảo vệ cho một đội tàu chở dầu thuộc Đội đặc nhiệm 30.8, có vai trò hỗ trợ cho các tàu chiến tham gia cuộc đổ bộ lên vịnh Leyte. Trong giai đoạn này nó đã trải qua một cơn bão nhưng không bị hư hại nào đáng kể. Vào ngày 20 tháng 11, một tàu ngầm bỏ túi Nhật Bản đã phóng ngư lôi đánh chìm tàu chở dầu Mississinewa (AO-59) đang neo đậu bên trong vũng biển Ulithi. Chiếc tàu hộ tống khu trục đã thả các loạt mìn sâu để tấn công, và được ghi công đã đánh chìm được tàu ngầm đối phương khi phát hiện các mảnh vỡ và thi thể nổi lên mặt nước. Nó tiếp tục hoạt động tuần tra vào đầu tháng 12, rồi cùng tàu chị em Halloran (DE-305) tháp tùng bảo vệ hai tàu sân bay hộ tống trong hành trình đi sang quần đảo Admiralty. Nó quay trở lại Ulithi rồi lên đường vào ngày 14 tháng 12 để quay trở về vùng biển Hawaii.
Sau khi thực hành tấn công đổ bộ tại các đảo Maui và Kahoolawe, Hawaii nhằm chuẩn bị cho chiến dịch tiếp theo, Rall lên đường vào ngày 26 tháng 2, 1945 trong thành phần hộ tống một lực lượng tàu chuyển quân tham gia Trận Iwo Jima. Lực lượng đi đến ngoài khơi Iwo Jima vào ngày 21 tháng 3, và cho đổ bộ binh lính. Chiếc tàu hộ tống khu trục đã bảo vệ cho các tàu chở quân đưa binh lính quay trở lại Saipan, rồi từ đây lên đường đi Espiritu Santo, New Hebrides, đến nơi vào ngày 19 tháng 3.
Rall sau đó lại được phân công hộ tống bảo vệ các tàu chở quân có nhiệm vụ vận chuyển Sư đoàn 27 Bộ binh đến tác chiến tại Okinawa. Nó khởi hành từ Espiritu Santo vào ngày 25 tháng 3, đi ngang qua Ulithi để hướng đến khu vực quần đảo Ryukyu. Trên đường đi, đoàn tàu bắt được tín hiệu sonar lạ, và trinh sát viên của Rall phát hiện một quả thủy lôi trôi nổi trên biển và phá hủy nó bằng hải pháo. Lực lượng đi đến ngoài khơi Okinawa vào ngày 9 tháng 4, và con tàu đảm nhiệm vị trí tuần tra bảo vệ cách Ie Shima 10 mi (16 km) về phía Đông Nam. Trong những ngày tiếp theo chỉ xảy ra một số lần báo động phòng không, nhưng máy bay đối phương không xuất hiện trong khu vực trách nhiệm của nó.
Lúc 19 giờ 25 phút ngày 12 tháng 4, Rall bước vào báo động trực chiến; trong ba giờ tiếp theo có tổng công 14 đợt không kích được tiến hành tại khu vực nhắm vào hạm đội đổ bộ ngoài khơi Okinawa. Một tốp năm máy bay Nhật Bản tiếp cận khu vực do chiếc tàu hộ tống khu trục đảm trách, và xạ thủ trên tàu đã nổ súng bắn rơi ba máy bay Kamikaze, và một chiếc máy bay tấn công tự sát thứ tư bị hỏa lực phòng không của một tàu tuần dương lân cận phá hủy. Tuy nhiên chiếc Kamikaze thứ năm, cho dù đã bị hư hại và bốc cháy do trúng đạn, vẫn băng qua được hàng rào hỏa lực phòng không và đâm vào lườn tàu Rall bên mạn phải phía sau tàu; quả bom 500-pound chiếc máy bay mang theo phát nổ trên không cách 15 ft (4,6 m) bên mạn trái. Vụ nổ và hỏa hoạn từ chiếc máy bay tấn công tự sát, cộng với hỏa lực bắn phá càn quét của một đợt tấn công tiếp theo, đã khiến con tàu hư hại nặng và làm cho 21 người tử trận và 38 người khác bị thương.
Các đội kiểm soát hư hỏng của Rall đã cố gắng dập lửa và sửa chữa tạm thời, và con tàu đi đến khu vực neo đậu tại bãi Hagushi để cặp bên mạn tàu bệnh viện Pinkney (APH-2), nơi phần lớn những người bị thương được chuyển đi. Những người tử trận được chuyển lên bờ để chôn cất tại Okinawa. Sau khi được sửa chữa tạm thời, con tàu đi đến Kerama Retto vào ngày 15 tháng 4, rồi tiếp tục đi sang Ulithi, đến nơi vào ngày 23 tháng 4. Sau khi được sửa chữa gia cố lườn tàu, nó khởi hành từ Ulithi để quay trở về Hoa Kỳ, về đến Seattle, Washington vào ngày 18 tháng 5.
Rall được sửa chữa và đại tu trước khi lên đường đi San Diego, California vào ngày 12 tháng 7, tiến hành huấn luyện ôn tập trên đường đi. Nó rời vào ngày 28 tháng 7 để đi sang Trân Châu Cảng, đến nơi vào ngày 5 tháng 8. Con tàu hoạt động huấn luyện cho đến ngày 3 tháng 9, khi nó được điều động sang vùng bờ Đông Hoa Kỳ, đi ngang qua San Pedro, California và kênh đào Panama và đi đến Xưởng hải quân Charleston vào ngày 24 tháng 9.
Rall được cho xuất biên chế vào ngày 11 tháng 12, 1945 và được rút tên khỏi danh sách Đăng bạ Hải quân vào ngày 3 tháng 1, 1946. Con tàu bị bán để tháo dỡ vào ngày 18 tháng 3, 1947.

## Phần thưởng[1]
|  |                                         |  |
|  | Bronze star · Bronze star · Bronze star |  |

| Dãi băng Hoạt động Tác chiến (truy tặng) | Dãi băng Hoạt động Tác chiến (truy tặng)                                | Đơn vị Tuyên dương Hải quân                                             | Đơn vị Tuyên dương Hải quân          |
| Huân chương Chiến dịch Hoa Kỳ            | Huân chương Chiến dịch Châu Á-Thái Bình Dương với 3 Ngôi sao Chiến trận | Huân chương Chiến dịch Châu Á-Thái Bình Dương với 3 Ngôi sao Chiến trận | Huân chương Chiến thắng Thế Chiến II |